# Leptospermum lamellatum
Leptospermum lamellatum är en myrtenväxtart som beskrevs av Joy Thomps.. Leptospermum lamellatum ingår i släktet Leptospermum och familjen myrtenväxter. Inga underarter finns listade i Catalogue of Life.